# آرون تفيت
آرون تفيت (بالإنجليزية: Aaron Tveit)‏ هو ممثل أوروغوياني (من مواليد 21 أكتوبر 1983 في نيويورك، الولايات المتحدة). بدأ مسيرته الفنية عام 2003.

## روابط خارجية
- آرون تفيت على موقع IMDb (الإنجليزية)
- آرون تفيت على موقع ألو سيني (الفرنسية)
- آرون تفيت على موقع ميوزك برينز (الإنجليزية)
- آرون تفيت على موقع أول موفي (الإنجليزية)
- آرون تفيت على موقع قاعدة بيانات برودواي على الإنترنت (الإنجليزية)
- آرون تفيت على موقع قاعدة بيانات الأفلام السويدية (السويدية)
- آرون تفيت على موقع ديسكوغز (الإنجليزية)
- آرون تفيت على موقع قاعدة بيانات الفيلم (الإنجليزية)
- آرون تفيت على موقع كينوبويسك (الروسية)